# Teodor I d'Antioquia
Teodor I d'Antioquia (Theodorus, Θεόδωρος) fou un patriarca d'Antioquia (751-797).
En aquest nom s'ajunten potser dos patriarques, Teodor (751-773) i Teodoret (773-797). Va escriure  Συνοδικόν, Synodica Epistola. Dues obres d'un Teodor d'Antioquia podrien correspondre a aquest patriarca o un dels que va portar el mateix nom posteriorment, o fins i tot a una persona diferent; aquestes obres es titulen Homilia de Sancto Theodoruso Orientali, i In duodecim Prophetas, i la primera està escrita en àrab i la segona en grec.